# Nephrodesmus
Nephrodesmus é um género botânico pertencente à família Fabaceae.